# Kvinder der dræber
kvinder der dræber (engelsk: Deadly Women) er en tv-serie der blev sendt første gang i 2005 på Discovery Channel, med fokus på kvindelige mordere. Det var oprindeligt en mini-serie bestående af tre episoder: "Obsession", "Greed" og "Revenge". Efter to års pause, blev produktionen genoptaget i 2008 og blev sendt på Investigation Discovery kanalen som en regelmæssig serie. Tv-serien er produceret i Australien af Beyond International.
Kvinder der dræber sendes på TLC i Danmark

## Medvirkende
- Lynnanne Zager	 som oplæser for 45 episoder, 2008-2012
- Candice DeLong	som Criminal Profiler for 44 episoder, 2008-2012
- Janis Amatuzio	som retsmediciner for 30 episoder, 2008-2011[1]